# Стара Біла (гміна)
Гміна Стара Біла (пол. Gmina Stara Biała) — сільська гміна у центральній Польщі. Належить до Плоцького повіту Мазовецького воєводства.
Станом на 31 грудня 2011 у гміні проживало 11098 осіб.

## Площа
Згідно з даними за 2007 рік площа гміни становила 111.12 км², у тому числі:
- орні землі: 76.00%
- ліси: 11.00%

Таким чином, площа гміни становить 6.18% площі повіту.

## Населення
Станом на 31 грудня 2011:
| Опис     | Загалом | Загалом | Чоловіки | Чоловіки | Жінки | Жінки |
| -------- | ------- | ------- | -------- | -------- | ----- | ----- |
| одиниця  | осіб    | %       | осіб     | %        | осіб  | %     |
| все      | 11098   | 100     | 5578     | 50.26    | 5520  | 49.74 |
| міське   | 0       | 100     | 0        |          | 0     |       |
| сільське | 11098   | 100     | 5578     | 50.26    | 5520  | 49.74 |

## Сусідні гміни
Гміна Стара Біла межує з такими гмінами: Бельськ, Брудзень-Дужи, Ґоздово, Новий Дунінув, Радзаново.